# Otto van Zyll
Pour les articles homonymes, voir Van Zyll.
Cet article comprend des extraits de la Biographie universelle ancienne et moderne de Louis-Gabriel Michaud. Il est possible de supprimer cette indication, si le texte reflète le savoir actuel sur ce thème, si les sources sont citées, s'il satisfait aux exigences linguistiques actuelles et s'il ne contient pas de propos qui vont à l'encontre des règles de neutralité de Wikipédia.
Otto van Zyll (au nom latinisé en Zylius), né le 30 août 1588 à Utrecht et décédé le 13 août 1656 à Malines, dans les Pays-Bas méridionaux, est un prêtre jésuite néerlandais et écrivain spirituel.

## Biographie

### Formation
Né de parents catholiques à Utrecht Otto van Zyll fait ses études primaires et secondaires (humanités) dans sa ville natale. Il se trouve ensuite à Louvain pour y étudier la philosophie. Résidant au Collège du Faucon, il eut pour condisciple Cornelis Jansen (Jansénius), plus tard évêque d'Ypres. Il semble que ce soit Jansenius qui l’ait orienté vers la Compagnie de Jésus. Van Zyll entre au noviciat jésuite en 1606 et, à la fin de sa formation intellectuelle et spirituelle, s'y engagea définitivement par la profession des quatre vœux.

### Activités éducatives
En 1613 le père van Zyll enseigne la classe de rhétorique au collège de Ruremonde. Il fut ensuite recteur du collège de Bois-le-Duc et, à la suppression de celui-ci en 1629, exerça les mêmes responsabilités au collège de Gand, puis à Bruxelles.
Délégué de la province flandro-belge à la Xe Congrégation générale des Jésuites (à Rome, en 1652), il participe à l’élection du Supérieur général Alessandro Gottifredi (21 janvier) et un mois plus tard à celle de Goswin Nickel (17 mars), et prend une part active aux décisions de cette assemblée. 
Dans les dernières années, de sa vie il fut affligé de diverses infirmités. En 1656, il se rend à Anvers en mission pour son supérieur provincial. Sur le voyage de retour à Bruxelles une attaque de paralysie l'oblige à s'arrêter à Malines. Il meurt dans cette ville le 13 août de la même année.

## Écrivain spirituel
Le père Van Zyll avait une grande dévotion pour la sainte Vierge Marie, et il contribua tant qu’il put à en propager le culte dans les Pays-Bas. Selon les mots de Jean-Noël Paquot, dans ses Mémoires[réf. incomplète], « on lui attribue des conversions éclatantes entre autres celle d'un prince de la maison de Deux-Ponts, qu'il ramena à l'Église catholique ». Versé dans les langues grecque et latine, il se serait fait un nom comme poète latin, s'il eût pu se livrer davantage à son goût pour la littérature.

## Écrits
- Les Vies de saint Xénophon, de sa femme et de ses deux fils et celles de saint Cyr[3] et saint Jean[4], martyrs, traduites du grec de Syméon Métaphraste ; elles sont insérées dans les Acta Sanctorum des Bollandistes au 26 et 31 janvier.
- Rurœmunda illustrata, Louvain, 1613, in-8[5]. Le père Van Zyll publia ce poème sous le nom de ses élèves.
- Historia miraculorum B. Mariae Sylvaeducensis, Anvers, 1632, in-4 ;
- Cameracum obsidione liberatum a serenissimo archiduce Leopoldo Gulielmo, ibid., 1650, in-4. Ce poème de trois cent quatre-vingt-quatre vers a été réimprimé dans le Parnassus soc. Jesu, Francfort, 1654, in-4, et à la suite des Poésies du P. Hosschius, dans l'édition d'Anvers, 1656, in-8. M. Peerlkamp, dans ses Vitae Belgarum qui latina carmina scripserunt, p. 348 (Bruxelles, 1822, in-4), et M. Hœufft, dans son Parnassus latino-belgicus, p. 141 (Amsterdam et Breda, 1819, in-8) se sont plu à rendre justice à la muse latine de Van Zyll.

Van Zyll a laissé inachevé un ouvrage intitulé Mardochœus triplex ; seu De triplici Mardochœi fortuna, media, infima, summa, libri tres.